# Sporting Club Juventus 1985-1986
Questa voce raccoglie le informazioni riguardanti la Juvecaserta nelle competizioni ufficiali della stagione 1985-1986.

## Roster
- Horacio López[1]
- Ferdinando Gentile[1]
- Sandro Dell'Agnello[1]
- Vincenzo Esposito[1]
- Claudio Capone[1]
- Pietro Generali[1]
- Silla Scaranzin[1]
- Marco Ricci[1]
- Palmieri[1]
- Oscar Schmidt[1]
- Allenatore: Bogdan Tanjević